# Gavião Peixoto
Gavião Peixoto este un oraș în São Paulo (SP), Brazilia.